# Parvizçon Umarbaev
Parvizçon Abdulloevič Umarbaev (in tagico Парвизҷон Абдуллоевич Умарбаев?; Xuçand, 1º novembre 1994) è un calciatore tagiko, centrocampista della Lokomotiv Plovdiv, in prestito dal CSKA 1948 Sofia, e della nazionale tagika.

## Caratteristiche tecniche
È un centrocampista centrale. Bravo sui calci piazzati.

## Carriera

### Club
Cresciuto nelle giovanili del Rubin, ha esordito il 26 settembre 2012 in occasione del match di Kubok Rossii perso 2-1 contro l'Enisej.

### Nazionale
Ha esordito con la nazionale tagika l'8 settembre 2015 in un incontro perso 3-0 contro l'Australia.
Nel 2023 ha partecipato alla Coppa d'Asia. Il 22 gennaio 2024 segna, contro il Libano, un gol nella terza partita dei gironi che permette al Tagikistan di qualificarsi per la prima storica volta alla fase ad eliminazioni diretta della Coppa d'Asia, partita che finisce con il risultato di 2-1.

## Statistiche

### Presenze e reti nei club
Statistiche aggiornate al 6 gennaio 2017.
| Stagione           | Squadra            | Campionato         | Campionato | Campionato | Coppe nazionali | Coppe nazionali | Coppe nazionali | Coppe continentali | Coppe continentali | Coppe continentali | Altre coppe | Altre coppe | Altre coppe | Totale | Totale | Totale |
| Stagione           | Squadra            | Comp               | Pres       | Reti       | Comp            | Pres            | Reti            | Comp               | Pres               | Reti               | Comp        | Pres        | Reti        | Pres   | Reti   |        |
| ------------------ | ------------------ | ------------------ | ---------- | ---------- | --------------- | --------------- | --------------- | ------------------ | ------------------ | ------------------ | ----------- | ----------- | ----------- | ------ | ------ | ------ |
| 2011-2012          | Rubin              | PL                 | 0          | 0          | CR              | 0               | 0               | UCL                | 0                  | 0                  |             | -           | -           | 0      | 0      |        |
| 2012-gen. 2013     | Rubin              | PL                 | 0          | 0          | CR              | 1               | 0               |                    | -                  | -                  |             | -           | -           | 1      | 0      |        |
| gen.-giu. 2013     | Neftechimik        | 1D                 | 6          | 0          | CR              | 0               | 0               |                    | -                  | -                  |             | -           | -           | 6      | 0      |        |
| 2013-2014          | Neftechimik        | 1D                 | 13         | 1          | CR              | 2               | 0               |                    | -                  | -                  |             | -           | -           | 15     | 1      |        |
| Totale Neftechimik | Totale Neftechimik | Totale Neftechimik | 19         | 1          |                 | 2               | 0               |                    | -                  | -                  |             | -           | -           | 21     | 1      |        |
| 2014-2015          | Chimik Dzeržinsk   | 1D                 | 9          | 1          | CR              | 2               | 0               |                    | -                  | -                  |             | -           | -           | 11     | 1      |        |
| 2015               | Istiklol           | 1L                 | 13         | 3          | CT              | 6               | 2               | AFCCup             | 11                 | 0                  |             | -           | -           | 30     | 5      |        |
| 2016               | Istiklol           | 1L                 | 6          | 2          | CT              | 0               | 0               | AFCCup             | 5                  | 1                  |             | -           | -           | 11     | 3      |        |
| Totale Istiklol    | Totale Istiklol    | Totale Istiklol    | 19         | 5          |                 | 6               | 2               |                    | 16                 | 1                  |             | -           | -           | 41     | 8      |        |
| 2016-2017          | Lokomotiv Plovdiv  | A-PFG              | 33         | 3          | CB              | 3               | 0               |                    | -                  | -                  |             | -           | -           | 36     | 3      |        |
| 2017-2018          | Lokomotiv Plovdiv  | A-PFG              | 13         | 2          | CB              | 2               | 0               |                    | -                  | -                  |             | -           | -           | 15     | 2      |        |
| Totale carriera    | Totale carriera    | Totale carriera    | 93         | 12         |                 | 16              | 2               |                    | 16                 | 1                  |             | -           | -           | 125    | 15     |        |

### Cronologia presenze e reti in nazionale
| Cronologia completa delle presenze e delle reti in nazionale ― Tagikistan | Cronologia completa delle presenze e delle reti in nazionale ― Tagikistan | Cronologia completa delle presenze e delle reti in nazionale ― Tagikistan | Cronologia completa delle presenze e delle reti in nazionale ― Tagikistan | Cronologia completa delle presenze e delle reti in nazionale ― Tagikistan | Cronologia completa delle presenze e delle reti in nazionale ― Tagikistan | Cronologia completa delle presenze e delle reti in nazionale ― Tagikistan | Cronologia completa delle presenze e delle reti in nazionale ― Tagikistan |
| Data                                                                      | Città                                                                     | In casa                                                                   | Risultato                                                                 | Ospiti                                                                    | Competizione                                                              | Reti                                                                      | Note                                                                      |
| ------------------------------------------------------------------------- | ------------------------------------------------------------------------- | ------------------------------------------------------------------------- | ------------------------------------------------------------------------- | ------------------------------------------------------------------------- | ------------------------------------------------------------------------- | ------------------------------------------------------------------------- | ------------------------------------------------------------------------- |
| 08-09-2015                                                                | Dušanbe                                                                   | Tagikistan                                                                | 0 – 3                                                                     | Australia                                                                 | Qual. Mondiali 2018                                                       | -                                                                         | 63’                                                                       |
| 08-10-2015                                                                | Biškek                                                                    | Kirghizistan                                                              | 2 – 2                                                                     | Tagikistan                                                                | Qual. Mondiali 2018                                                       | -                                                                         | 78’                                                                       |
| 13-10-2015                                                                | Amman                                                                     | Giordania                                                                 | 3 – 0                                                                     | Tagikistan                                                                | Qual. Mondiali 2018                                                       | -                                                                         | 72’                                                                       |
| 12-11-2015                                                                | Dušanbe                                                                   | Tagikistan                                                                | 5 – 0                                                                     | Bangladesh                                                                | Qual. Mondiali 2018                                                       | -                                                                         | 28’                                                                       |
| 29-03-2016                                                                | Dušanbe                                                                   | Tagikistan                                                                | 0 – 1                                                                     | Kirghizistan                                                              | Qual. Mondiali 2018                                                       | -                                                                         | 73’                                                                       |
| 02-06-2016                                                                | Dušanbe                                                                   | Tagikistan                                                                | 5 – 0                                                                     | Bangladesh                                                                | Qual. Coppa d'Asia 2019                                                   | 1                                                                         | 49’ 77’                                                                   |
| 07-06-2016                                                                | Dacca                                                                     | Bangladesh                                                                | 0 – 1                                                                     | Tagikistan                                                                | Qual. Coppa d'Asia 2019                                                   | -                                                                         |                                                                           |
| 06-09-2016                                                                | Hebron                                                                    | Palestina                                                                 | 1 – 1                                                                     | Tagikistan                                                                | Amichevole                                                                | 1                                                                         | 39’ 81’                                                                   |
| 05-10-2016                                                                | Dušanbe                                                                   | Tagikistan                                                                | 3 – 3                                                                     | Palestina                                                                 | Amichevole                                                                | 1                                                                         | 93’                                                                       |
| 09-11-2016                                                                | Dušanbe                                                                   | Tagikistan                                                                | 3 – 0                                                                     | Turkmenistan                                                              | Amichevole                                                                | -                                                                         | 83’                                                                       |
| 13-11-2016                                                                | Dušanbe                                                                   | Tagikistan                                                                | 1 – 0                                                                     | Afghanistan                                                               | Amichevole                                                                | -                                                                         | 86’                                                                       |
| 23-03-2017                                                                | Madinat 'Isa                                                              | Bahrein                                                                   | 1 – 1                                                                     | Tagikistan                                                                | Amichevole                                                                | -                                                                         | 49’ 68’                                                                   |
| 28-03-2017                                                                | Doha                                                                      | Yemen                                                                     | 2 – 1                                                                     | Tagikistan                                                                | Qual. Coppa d'Asia 2019                                                   | 1                                                                         | 9’                                                                        |
| 13-06-2017                                                                | Dušanbe                                                                   | Tagikistan                                                                | 3 – 4                                                                     | Filippine                                                                 | Qual. Coppa d'Asia 2019                                                   | 1                                                                         | 57’                                                                       |
| 05-09-2017                                                                | Patan                                                                     | Nepal                                                                     | 1 – 2                                                                     | Tagikistan                                                                | Qual. Coppa d'Asia 2019                                                   | -                                                                         | 50’                                                                       |
| 10-10-2017                                                                | Hisor                                                                     | Tagikistan                                                                | 3 – 0                                                                     | Nepal                                                                     | Qual. Coppa d'Asia 2019                                                   | 1                                                                         | 60’ 79’                                                                   |
| 14-11-2017                                                                | Hisor                                                                     | Tagikistan                                                                | 0 – 0                                                                     | Yemen                                                                     | Qual. Coppa d'Asia 2019                                                   | -                                                                         | 76’ 77’                                                                   |
| 15-06-2021                                                                | Osaka                                                                     | Tagikistan                                                                | 4 – 0                                                                     | Birmania                                                                  | Qual. Mondiali 2022                                                       | -                                                                         |                                                                           |
| Totale                                                                    |                                                                           | Presenze                                                                  | 18                                                                        |                                                                           | Reti                                                                      | 6                                                                         |                                                                           |

## Palmarès

### Club

#### Competizioni nazionali
- Coppa di Bulgaria: 2

Lokomotiv Plovdiv: 2018-2019, 2019-2020
- Supercoppa di Bulgaria: 1

Lokomotiv Plovdiv: 2020